# Équipe d'Irlande de rugby à XV au Tournoi des Six Nations 2006
L'équipe d'Irlande de rugby à XV au Tournoi des Six Nations 2006 termine deuxième à égalité avec l'équipe de France au nombre de points, en remportant quatre victoires et en perdant son match contre l'équipe de France. Les deux équipes sont départagées à la différence de points.

## Effectif
Vingt-quatre joueurs ont contribué à ce brillant parcours, sous la conduite de leur capitaine, Brian O'Driscoll. 
| Entraîneur |                        |                                                                       |
| Avants     | Pilier                 | Marcus Horan, John Hayes, Reggie Corrigan, Simon Best                 |
| Avants     | Talonneur              | Jerry Flannery, Rory Best                                             |
| Avants     | Deuxième ligne         | Malcolm O'Kelly, Paul O'Connell, Donncha O'Callaghan, Mick O'Driscoll |
| Avants     | Troisième ligne aile   | Simon Easterby, David Wallace, Denis Leamy                            |
| Avants     | Troisième ligne centre | Jonny O'Connor                                                        |
| Arrières   | Demi de mêlée          | Peter Stringer, Eoin Reddan                                           |
| Arrières   | Demi d'ouverture       | Ronan O'Gara                                                          |
| Arrières   | Centre                 | Brian O'Driscoll, Gordon D'Arcy, Andrew Trimble                       |
| Arrières   | Ailier                 | Tommy Bowe, Shane Horgan                                              |
| Arrières   | Arrière                | Geordan Murphy, Girvan Dempsey                                        |

## Résultats des matchs
- Le 4 février, victoire 26-16 contre l'équipe d'Italie à Dublin
- Le 11 février, défaite 31-43 contre l'équipe de France à Paris
- Le 26 février, victoire 31-5 contre l'équipe du pays de Galles à Dublin
- Le 11 mars, victoire 15-9 contre l'équipe d'Écosse à Dublin
- Le 18 mars, victoire 28-24 contre l'équipe d'Angleterre à Twickenham

## Statistiques

### Meilleur réalisateur
- Ronan O'Gara : 76 points

### Meilleur marqueur d'essais
- Shane Horgan : 3 essais